# Anna Politkovská
Anna Stěpanovna Politkovská (rusky А́нна Степа́новна Политко́вская) (30. srpna 1958 New York – 7. října 2006 Moskva) byla ruská novinářka, spisovatelka a politická aktivistka s ukrajinskými kořeny, dcera sovětských komunistických diplomatů, odpůrkyně ruského prezidenta Vladimira Putina a kritička ruského postupu během druhé čečenské války. Dne 7. října 2006 byla v Moskvě zastřelena. Objednavatel její vraždy nebyl odhalen.

## Životopis

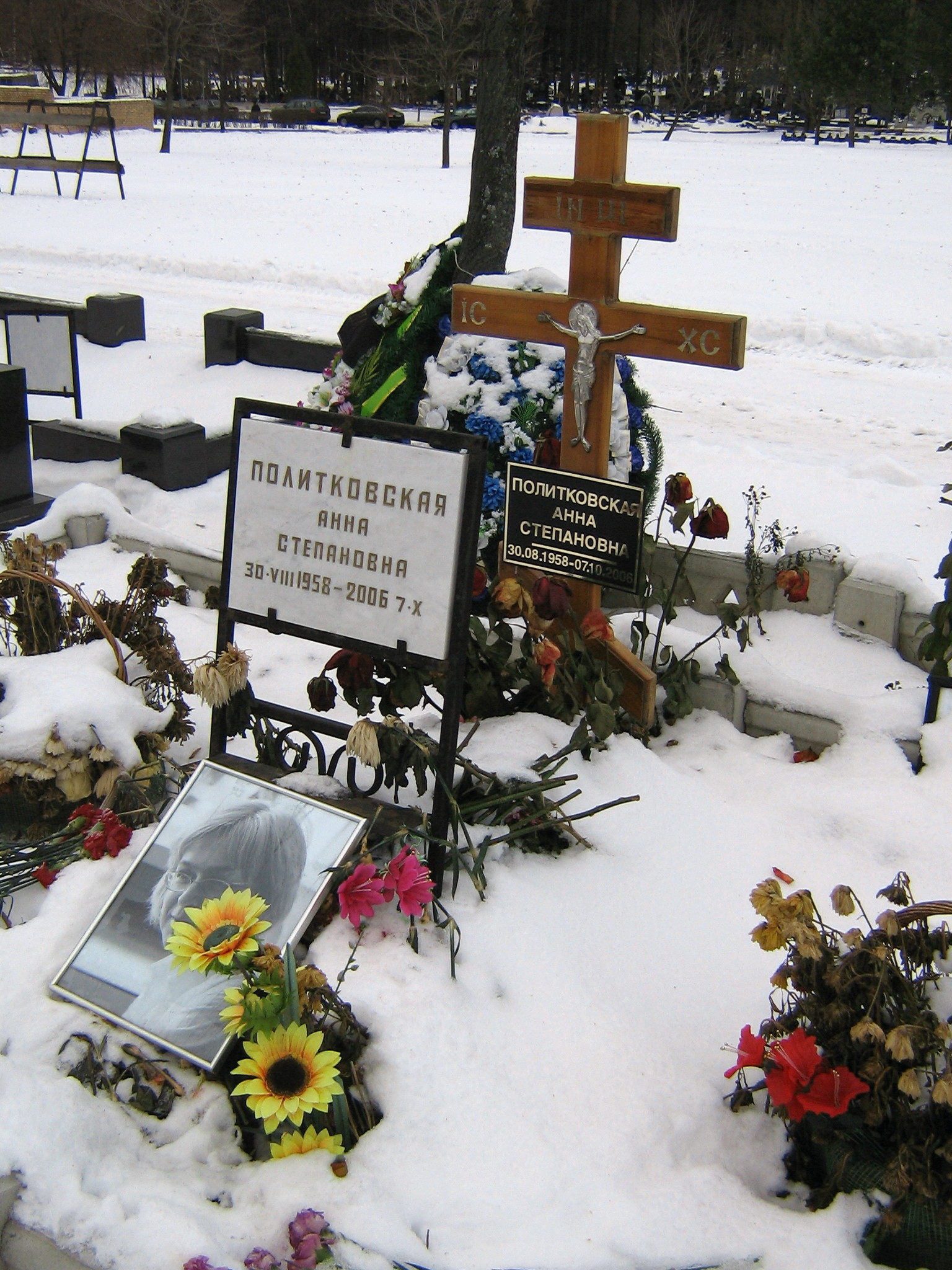
Hrob Anny Politkovské v Moskvě

Politkovská se narodila jako Anna Mazepa v New Yorku ukrajinským rodičům, kteří pracovali jako sovětští diplomaté při Organizaci spojených národů (OSN). Vyrostla a vystudovala v Moskvě. Během studií žurnalistiky, která dokončila v roce 1980, se provdala za Alexandra Politkovského. Měli spolu dvě děti.
Po studiích pracovala postupně v deníku Izvestija, podnikových novinách Aeroflotu, v listu Obščaja Gazeta a v opozičním deníku Novaja gazeta. Ve svých článcích kritizovala autoritativní tendence ruské vlády, její zkorumpovanost a také poměry v ruských bezpečnostních silách. Za svou novinářskou práci obdržela řadu mezinárodních ocenění.

## Pokus o zabití, výhrůžky
V září 2004 se Politkovská vydala jako prostředník jednat o propuštění rukojmí při teroristickém útoku na školu v Beslanu v Severní Osetii. Na palubě letadla letícího do Beslanu po vypití hrníčku čaje, který jí podali, došlo k otravě a Politkovská byla hospitalizována v nemocnici v Rostově na Donu. Lékařské záznamy z ošetření v nemocnici se záhadně ztratily.
Novinářka figurovala na seznamu „nepřátel ruské vlasti a státnosti,“ o němž informoval poslanec Nikolaj Kurijanovič.
Po rozhovoru s Ramzanem Kadyrovem v 2004 řekl Politkovské jeden z jeho tajemníků: „Někdo by vás měl zastřelit, až se vrátíte do Moskvy, tak jak to dělají u vás v Moskvě.“ Kadyrov souhlasně uvedl: „Je nepřítel, měla by být zastřelena.“

## Vražda
Dne 7. října 2006, v den Putinových narozenin, byla Politkovská zastřelena ve výtahu svého domu v Moskvě. První proces s obžalovanými z její vraždy skončil v roce 2009 fiaskem, protože porota je pro nedostatek důkazů propustila. Nejvyšší soud ale vrátil případ prokuratuře k došetření.
V prosinci 2012 byl z podílu na její vraždě uznán vinným policista Dmitrij Pavljučenkov, odsouzen byl na 11 let vězení. Propuštěn byl v roce 2023.
Z podílu na vraždě byli dále obžalováni čečenští bratři Rustam (který ji podle obžaloby zastřelil), Ibragim a Džabrail Machmudovovi, jejich příbuzný Lom-Ali Gajtukajev a bývalý policista Sergej Chadžikurbanov. Proces s nimi byl zahájen v červenci 2013.
Motivů k odstranění novinářky se nabízí celá řada. V listu Novaja gazeta a jiných novinách napsala asi 500 reportáží. Kvůli faktům, která zveřejňovala – především o válce na severním Kavkaze, o postupu ruských vojsk, akcích tajných služeb, napojení tajných služeb na čečenské islamistické skupiny, ale také o zločinech čečenských povstalců – proti ní bylo vedeno 40 soudních řízení. Bývalý ruský agent FSB Alexandr Litviněnko tvrdil, že za vraždou stál Vladimir Putin.

## Publikační činnost
V českém překladu vyšla prozatím jediná její kniha, a to:
- Politkovská, Anna. Ruský deník: deník známé ruské novinářky zavražděné na podzim 2006. Z ruštiny přel. Libor Dvořák. Brno: Jota, 2007. 486 S. ISBN 978-80-7217-471-3.

## Promenáda Anny Politkovské v Praze
Dne 27. února 2020 byla za účasti pražského primátora Zdeňka Hřiba a radní pro kulturu Hany Třeštíkové v sousedství Místodržitelského letohrádku ve Stromovce pojmenována tamní promenádní cesta na počest Anny Politkovské. Ceremonie proběhla v souvislosti s přejmenováním Náměstí pod kaštany na Náměstí Borise Němcova.

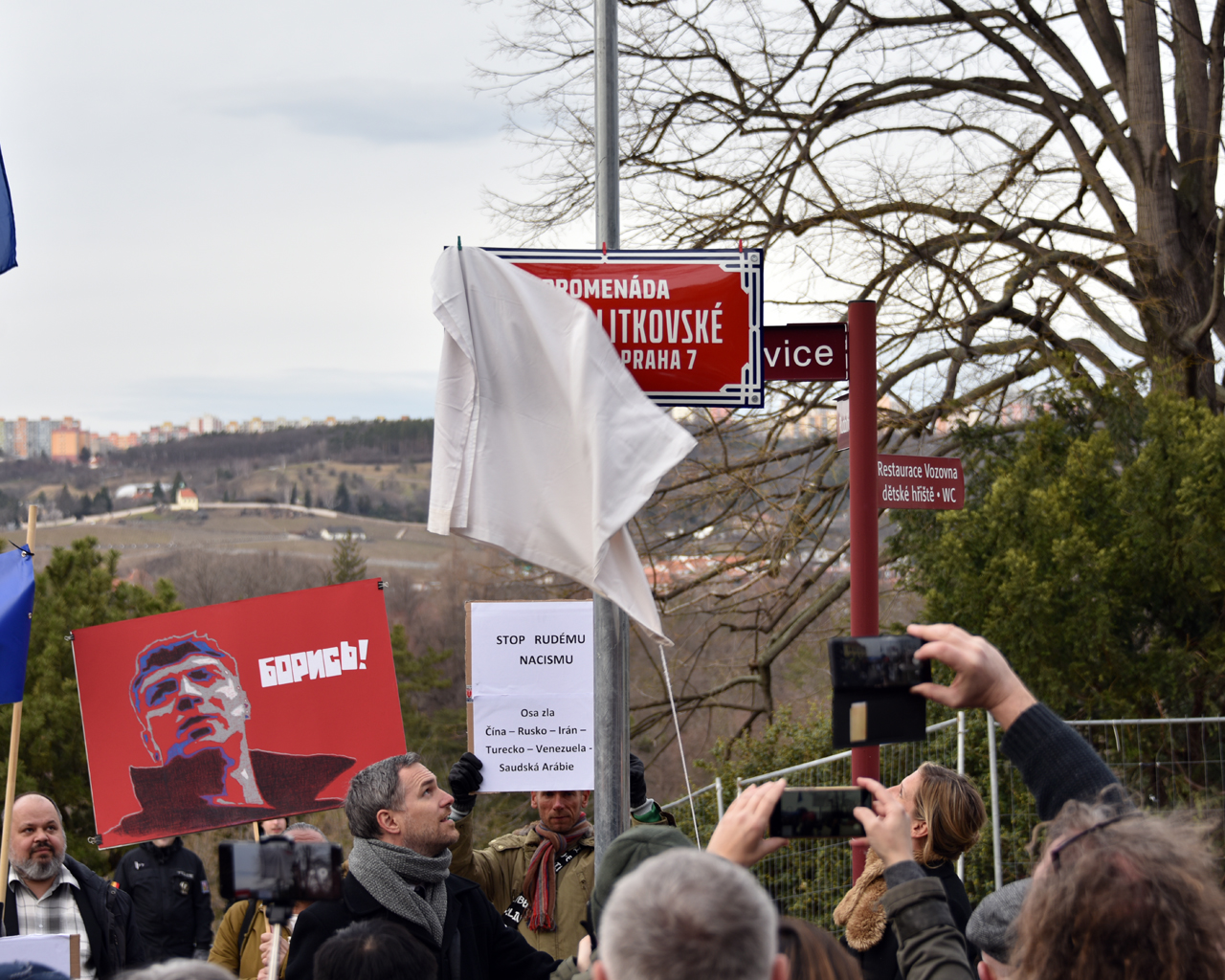
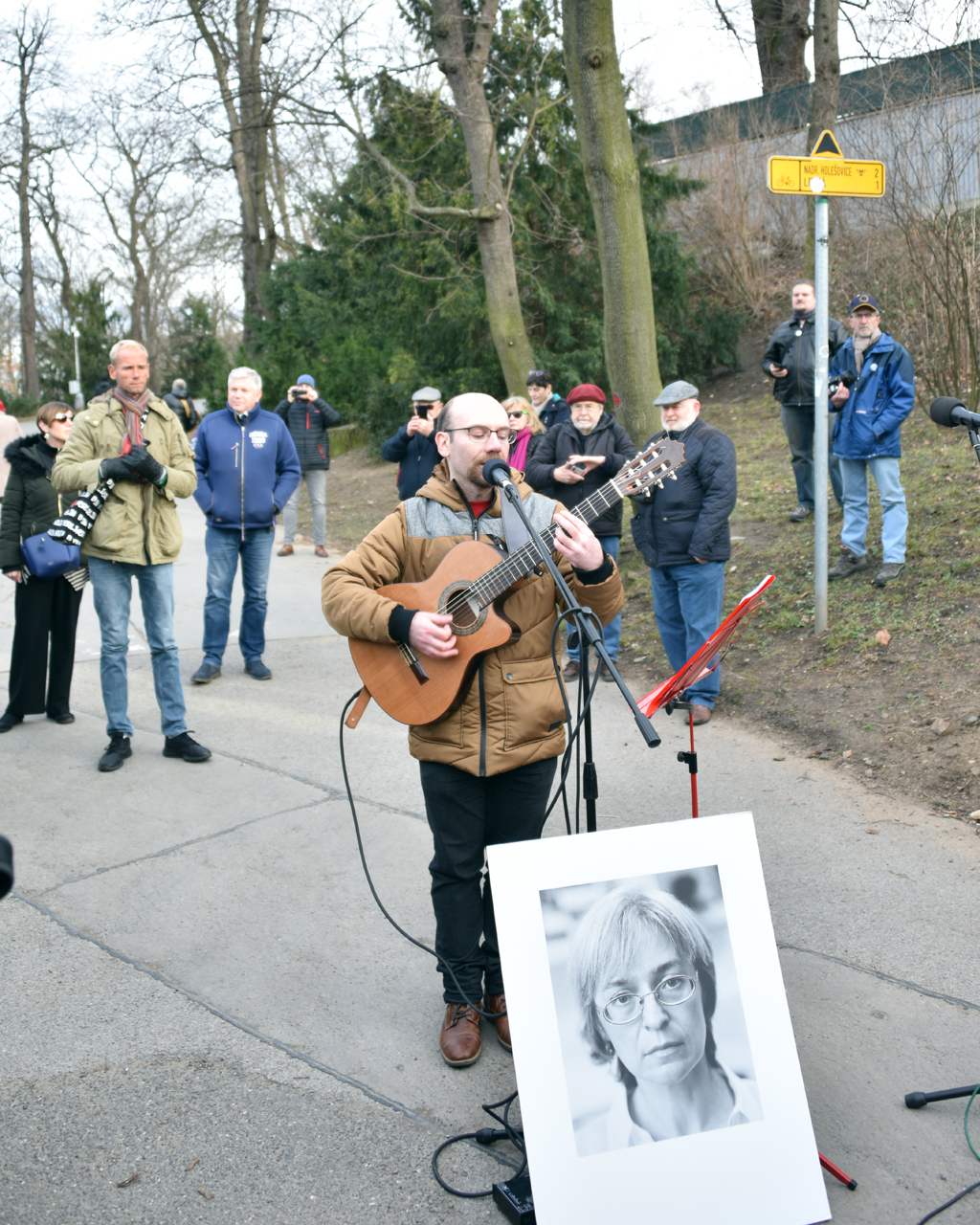
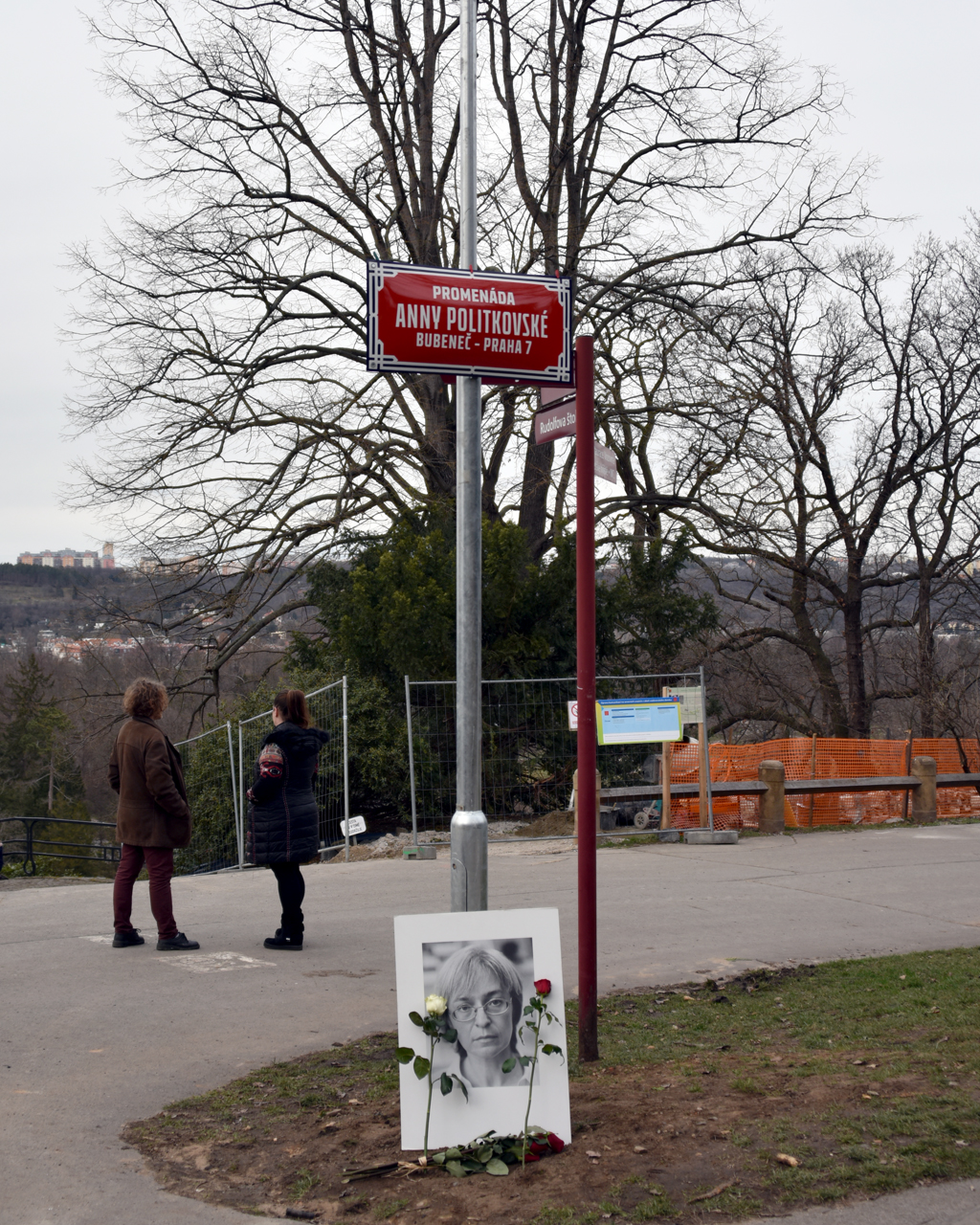
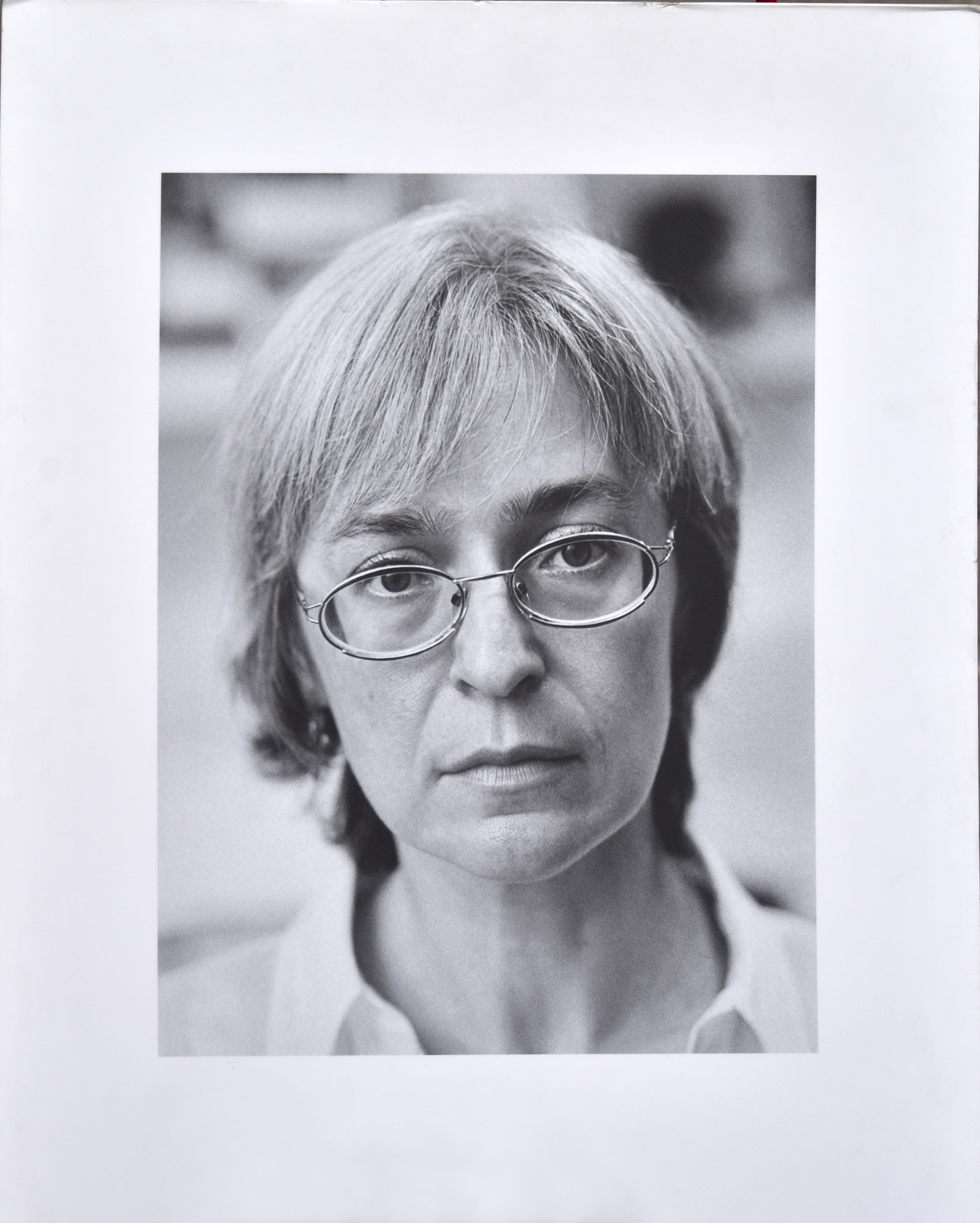
(detail)